# Тазовское нефтегазоконденсатное месторождение
Тазовское нефтегазоконденсатное месторождение — нефтегазоконденсатное месторождение возле посёлка Газ-Сале Тазовского района Ямало-Ненецкого автономного округа.
Месторождение было открыто в 1962 году и на момент открытия по запасам газа (186 млрд куб.м) превосходило все разведанные месторождения Западной Сибири. На 2021 года геологические запасы месторождения оценивались в 419 млн т нефти и 225 млрд м3 газа.
Месторождение разрабатывается с 1971 года(по другим данным — с 1968 года), но добыча газа осуществлялась лишь для обеспечения посёлка Тазовский и Газ-Сале, в промышленных масштабах месторождение не разрабатывалось до 2021 года. 
До апреля 2017 года владельцем лицензии и оператором проекта разработки месторождения было «Газпром добыча Ямбург», затем «Газпром» передал лицензию «Газпром нефти».
В июне 2021 года «Газпром нефть» начала промышленную добычу углеводородов на месторождении. Нефть с  месторождения поступает в систему «Транснефти» (нефтепровод Заполярное — Пурпе), а газ — в систему «Газпрома» (газопровод Заполярное — Уренгой). Скважины Тазовского месторождения являются одними из наиболее сложных в мировой практике.
В сентябре 2021 года «Газпром нефть» и «ЛУКОЙЛ» создали на базе «Меретояханефтегаза» совместное предприятие. Оно будет заниматься освоением нефтяного кластера ЯНАО (Тазовское, Северо-Самбургское, Меретояхинское и другие месторождения), совокупные запасы которого оцениваются в более чем миллиард тонн нефти и около 500 миллиардов кубических метров газа